# Marc Crosas
Marc Crosas Luque, né le 9 janvier 1988 à Sant Feliu de Guíxols (Catalogne, Espagne) est un footballeur espagnol, évoluant au poste de milieu de terrain dans le club mexicain de Cruz Azul.
Marc Crosas est le cousin d'Albert Jorquera, ancien gardien remplaçant du FC Barcelone. Sa principale qualité est sa bonne vision du jeu.

## Biographie
Formé à La Masia, le centre de formation du FC Barcelone, Marc Crosas arrive chez les Blaugranas à l'âge de 12 ans, alors qu'il avait initialement signé pour le rival de l'Espanyol Barcelone. C'est Rodolf Borrell qui le remarque à Vilobí d'Onyar (une municipalité de Selva en Catalogne) et qui réussit à le faire changer d'avis et signer au Barça. Titulaire du Barça C puis du Barça B sous les ordres de Quique Costas, il développe ses qualités techniques et physiques. Il fait ses grands débuts lors de la rencontre de Coupe du Roi contre le CF Badalona en 2006 en remplaçant Andrés Iniesta.
Par la suite, il fait partie du groupe barcelonais qui dispute la Coupe du monde des clubs 2006 en décembre au Japon. Il entre en cours de jeu en Ligue des champions, le 12 décembre 2007, contre le VfB Stuttgart.
Sur les conseils de l'ancien lyonnais Éric Abidal, l'Olympique lyonnais obtient son prêt en janvier 2008 pour pallier le départ de Fábio Santos au São Paulo FC.
Néanmoins, il ne peut pas disputer la Ligue des champions avec l'Olympique lyonnais, car il a déjà joué dans cette compétition lors de cette même saison avec le FC Barcelone. Avec la concurrence de Jérémy Toulalan, Juninho, Mathieu Bodmer ou encore de Kim Källström, le jeune catalan ne s'impose pas à Lyon et ne dispute que très peu de rencontres.
En août 2008, Marc Crosas est transféré au Celtic Glasgow. Il est ensuite transféré par le Celtic en Premier League Russe, au FC Volga, en février 2011. Le montant du transfert n'est pas dévoilé et Crosas signe un contrat jusqu'en décembre 2014. 
En janvier 2012, Marc Crosas quitte le FC Volga pour rejoindre le club mexicain de Santos Laguna, club avec lequel il remporte le championnat de clôture en mai 2012.

## Palmarès
Avec l'Olympique lyonnais :
- Champion de France : 2008
- Vainqueur de la Coupe de France : 2008

Avec le Celtic Glasgow :
- Vainqueur de la Coupe de la Ligue d'Écosse : 2009

Avec Santos Laguna :
- Vainqueur du Championnat de Clôture : 2012